# Superliga 2014
La Superliga 2014 è la 10ª edizione del campionato di football americano di primo livello, organizzato dalla SAAF.

## Squadre partecipanti
| Club                     | Città      | Stadio | Sponsor ufficiale | Risultato nella stagione 2013 |
| ------------------------ | ---------- | ------ | ----------------- | ----------------------------- |
| Belgrade Blue Dragons    | Belgrado   |        |                   |                               |
| Beograd Vukovi           | Belgrado   |        |                   |                               |
| Inđija Indians           | Inđija     |        |                   |                               |
| Kragujevac Wild Boars    | Kragujevac |        |                   |                               |
| Mladenovac Forestlanders | Mladenovac |        |                   |                               |
| Niš Imperatori           | Niš        |        |                   |                               |
| Novi Sad Dukes           | Novi Sad   |        |                   |                               |
| Pančevo Panthers         | Pančevo    |        |                   |                               |

## Stagione regolare

### Calendario

#### 1ª giornata
| 5 aprile 2014 | Kragujevac Wild Boars | 37 – 7 | Inđija Indians |  |

| 5 aprile 2014 | Beograd Vukovi | 46 – 6 | Mladenovac Forestlanders |  |

| 6 aprile 2014 | Belgrade Blue Dragons | 14 – 31 | Niš Imperatori |  |

| Veternik 6 aprile 2014 | Novi Sad Dukes | 55 – 0 (7-0 21-0 27-0 10-7) referto                      | Pančevo Panthers | FK Vujadin Boškov (150 spett.) |
| Sumler Q1 ( TD ) 1yd run Radojević Q1 ( pat ) Webb Q2 ( TD ) 25yd pass from Jokić Radojević Q2 ( pat ) Sumler Q2 ( TD ) 35yd run Radojević Q2 ( pat ) Puškaš Q2 ( TD ) 10yd pass from Jokić Radojević Q2 ( pat ) Vujnović Q3 ( TD ) 20yd interception return Radojević Q3 ( pat ) Webb Q3 ( TD ) 8yd pass from Jokić Webb Q3 ( TD ) 8yd pass from Jokić Radojević Q3 ( pat ) Sumler Q3 ( TD ) 1yd run Radojević Q3 ( pat ) Radojević Q4 ( FG ) 35yd Stankić Q4 ( TD ) 55yd run Radojević Q4 ( pat ) Marcatori Todorovic Q4 ( TD ) 10yd pass from Shierd Zubovic Q4 ( pat ) |                |                                                          |                  |                                |
| |                |                                                          |                  |                                |
| Sumler Q1 (TD) 1yd run Radojević Q1 (pat) Webb Q2 (TD) 25yd pass from Jokić Radojević Q2 (pat) Sumler Q2 (TD) 35yd run Radojević Q2 (pat) Puškaš Q2 (TD) 10yd pass from Jokić Radojević Q2 (pat) Vujnović Q3 (TD) 20yd interception return Radojević Q3 (pat) Webb Q3 (TD) 8yd pass from Jokić Webb Q3 (TD) 8yd pass from Jokić Radojević Q3 (pat) Sumler Q3 (TD) 1yd run Radojević Q3 (pat) Radojević Q4 (FG) 35yd Stankić Q4 (TD) 55yd run Radojević Q4 (pat) | Marcatori      | Todorovic Q4 (TD) 10yd pass from Shierd Zubovic Q4 (pat) |                  |                                |

#### 2ª giornata
| Belgrado 12 aprile 2014, ore 15:00 | Beograd Vukovi | 17 – 16 (0-3 7-0 10-13 0-0) referto | Kragujevac Wild Boars | Ada Ciganlija |

| 12 aprile 2014 | Mladenovac Forestlanders | 16 – 38 | Niš Imperatori |  |

| Inđija 13 aprile 2014 | Inđija Indians | 6 – 39 (0-13 0-0 0-13 6-13) referto | Novi Sad Dukes | Teren kod Osnovne škole “Jovan Popović” (200 spett.) |
| Zec Q4 ( TD ) 41yd pass from Black Marcatori Sumler Q1 ( TD ) 18yd run Radojević Q1 ( pat ) Sumler Q1 ( TD ) 55yd run Webb Q3 ( TD ) 10yd pass from Jokić Webb Q3 ( TD ) fumble recovery Radojević Q3 ( pat ) } Stankić Q4 ( TD ) 15yd run Radojević Q4 ( pat ) Puškaš Q4 ( TD ) 41yd pass from Jokić |                | |                |                                                      |
| |                | |                |                                                      |
| Zec Q4 (TD) 41yd pass from Black | Marcatori      | Sumler Q1 (TD) 18yd run Radojević Q1 (pat) Sumler Q1 (TD) 55yd run Webb Q3 (TD) 10yd pass from Jokić Webb Q3 (TD) fumble recovery Radojević Q3 (pat) } Stankić Q4 (TD) 15yd run Radojević Q4 (pat) Puškaš Q4 (TD) 41yd pass from Jokić |                |                                                      |

| 13 aprile 2014 | Pančevo Panthers | 20 – 16 | Belgrade Blue Dragons |  |

#### 3ª giornata
| 26 aprile 2014 | Kragujevac Wild Boars | 45 – 6 | Mladenovac Forestlanders |  |

| 26 aprile 2014 | Belgrade Blue Dragons | 13 – 16 | Inđija Indians |  |

| 27 aprile 2014 | Novi Sad Dukes | 14 – 34 | Beograd Vukovi |  |

| 27 aprile 2014 | Niš Imperatori | 38 – 35 | Pančevo Panthers |  |

#### 4ª giornata
| 10 maggio 2014 | Beograd Vukovi | 42 – 14 | Belgrade Blue Dragons |  |

| 11 maggio 2014 | Mladenovac Forestlanders | 14 – 28 | Pančevo Panthers |  |

| 11 maggio 2014 | Inđija Indians | 21 – 28 | Niš Imperatori |  |

| 11 maggio 2014 | Kragujevac Wild Boars | 27 – 33 | Novi Sad Dukes |  |

#### 5ª giornata
| 25 maggio 2014 | Novi Sad Dukes | 42 – 14 | Mladenovac Forestlanders |  |

| 25 maggio 2014 | Pančevo Panthers | 35 – 14 | Inđija Indians |  |

| 27 maggio 2014 | Niš Imperatori | 0 – 49 | Beograd Vukovi |  |

#### 6ª giornata
| 1º giugno 2014 | Belgrade Blue Dragons | 0 – 30 | Kragujevac Wild Boars |  |

#### 7ª giornata
| 7 giugno 2014 | Mladenovac Forestlanders | 13 – 36 | Inđija Indians |  |

| 7 giugno 2014 | Beograd Vukovi | 34 – 7 | Pančevo Panthers |  |

| 8 giugno 2014 | Kragujevac Wild Boars | 51 – 0 | Niš Imperatori |  |

| 8 giugno 2014 | Novi Sad Dukes | 47 – 8 | Belgrade Blue Dragons |  |

#### 8ª giornata
| 14 giugno 2014 | Pančevo Panthers | 12 – 35 | Kragujevac Wild Boars |  |

| 15 giugno 2014 | Niš Imperatori | 6 – 34 | Novi Sad Dukes |  |

| 15 giugno 2014 | Inđija Indians | 13 – 54 | Beograd Vukovi |  |

#### 9ª giornata
| 22 giugno 2014 | Belgrade Blue Dragons | 34 – 13 | Mladenovac Forestlanders |  |

### Classifica
La classifica della regular season è la seguente:
- PCT = percentuale di vittorie, G = partite giocate, V = partite vinte,  P = partite perse, PF = punti fatti, PS = punti subiti

| Pos. | Squadra                  | PCT   | G | V | N | P | PF  | PS  |
| ---- | ------------------------ | ----- | - | - | - | - | --- | --- |
| 1    | Beograd Vukovi           | 1.000 | 7 | 7 | 0 | 0 | 276 | 70  |
| 2    | Novi Sad Dukes           | .857  | 7 | 6 | 0 | 1 | 274 | 102 |
| 3    | Kragujevac Wild Boars    | .714  | 7 | 5 | 0 | 2 | 241 | 75  |
| 4    | Niš Imperatori           | .571  | 7 | 4 | 0 | 3 | 141 | 220 |
| 5    | Pančevo Panthers         | .429  | 7 | 3 | 0 | 4 | 144 | 181 |
| 6    | Inđija Indians           | .285  | 7 | 2 | 0 | 5 | 113 | 219 |
| 7    | Belgrade Blue Dragons    | .143  | 7 | 1 | 0 | 6 | 103 | 248 |
| 8    | Mladenovac Forestlanders | .000  | 7 | 0 | 0 | 7 | 78  | 220 |

## Playoff

### Tabellone
|  | Semifinali | Semifinali            | Semifinali |                       |    | X Serbian Bowl | X Serbian Bowl | X Serbian Bowl |  |
|  |            |                       |            |                       |    |                |                |                |  |
|  | 1          | Beograd Vukovi        | 35         |                       |    |                |                |                |  |
|  | 1          | Beograd Vukovi        | 35         |                       |    |                |                |                |  |
|  | 4          | Niš Imperatori        | 22         |                       |    |                |                |                |  |
|  | 4          | Niš Imperatori        | 22         |                       | 1  | Beograd Vukovi | 27             |                |  |
|  |            |                       |            |                       | 1  | Beograd Vukovi | 27             |                |  |
|  |            |                       | 3          | Kragujevac Wild Boars | 17 |                |                |                |  |
|  | 2          | Novi Sad Dukes        | 3          | Kragujevac Wild Boars | 17 | 21             |                |                |  |
|  | 2          | Novi Sad Dukes        |            |                       |    |                |                |                |  |
|  | 3          | Kragujevac Wild Boars | 26         |                       |    |                |                |                |  |

### Semifinali
| 28 giugno 2014 | Beograd Vukovi | 35 – 22 | Niš Imperatori |  |

| 28 giugno 2014 | Novi Sad Dukes | 21 – 26 | Kragujevac Wild Boars |  |

### X Serbian Bowl
| 5 luglio 2014 | Beograd Vukovi | 27 – 17 | Kragujevac Wild Boars |  |

## Verdetti
- Beograd Vukovi Campioni della Serbia 2014
- Belgrade Blue Dragons e  Mladenovac Forestlanders retrocessi in Druga Liga